# Balogpádár
Balogpádár (vagy Pádár, szlovákul: Padarovce) község Szlovákiában, a Besztercebányai kerületben, a Rimaszombati járásban.

## Fekvése
Balogpádár a Balog-patak (Blh) völgyében fekszik, Rimaszombattól 9 km-re északkeletre, 237 méteres tengerszint feletti magasságban. Területének mintegy felét erdő borítja.
Balogpádárt mellékút köti össze Alsópokorágyon át Rimaszombattal (9 km) és Melegheggyel (2 km).
Északról Derencsény, északkeletről Meleghegy, keletről Vámosbalog, délről Perjése, délnyugatról Rimaszombat (felsőpokorágyi kataszter) és északnyugatról pedig Kőhegy határolja.
Balogpádár területe 12,1113 km², nem változott a 20. század folyamán.

## Története
A falu a 13. században keletkezett, első írásos említése 1407-ből származik „Also Padar" néven. 1427-ben az adóösszeírásban „Padar" alakban szerepel, ekkor 11 portával adózott. A Kispádár néven is ismert Alsópádár a 16. században kihalt. Eredetileg a Derencsényi család birtoka, a 17. századtól a murányi uradalom részeként a Koháry és a Coburg családé. 1709-1710-ben a pestisjárvány 160 áldozatot követelt a faluban.
A 18. század végén Vályi András így ír róla: „PADAR. Padarovce magyar falu Gömör Vármegyében, földes Ura Gróf Koháry Uraság, lakosai többen Evangelikusok, fekszik Dobocznak szomszédságában, mellynek filiája, határbéli földgye köves, és minden esztendőben megkivánnya a’ trágyát, legelője jó, és elég, fája van mind a’ kétféle, szőlő hegye tsekély, piatzozása közel, gyümöltsös és káposztás kertyei is vannak, második osztálybéli."
1828-ban 114 házában 931 lakos élt. Lakói földműveléssel, állattenyésztéssel, fazekassággal foglalkoztak. Területe gyümölcsösökben különösen gazdag volt, fejlett volt a fazekasság is. Ősi bortermőhely, melyre a község címere is utal.
A 19. század közepén Fényes Elek eképpen írja le: „Padár, magyar falu, Gömör vmegyében, ut. p. Rimaszombathoz 2 órányira, 19 kath., 912 evang. lak., evang. anyaszentegyházzal. – Határa csaknem egészen róna és igen termékeny; szőlője van; gyűmölcse sok, cseresznyéje hires. F. u. h. Coburg."
Gömör-Kishont vármegye monográfiájában pedig ezt olvashatjuk róla: „Pádár, balogvölgyi magyar kisközség, 125 házzal és 565, túlnyomó számban ág. ev. h. vallású lakossal. 1413-ban, a mikor a Derencsényiek az urai, két ilyen nevű községről van említés, Alsó- és Felső- jelzővel. E községek is, a többi Derencsényi birtokokkal együtt, a Koháryak és később a Coburg herczegi család birtokába jutottak. A mult században a lakosok szőlő és gyümölcstermeléssel foglalkoztak, most pedig a fazekasmesterséget űzik háziiparszerűleg. A községben levő ág. h. ev. templom 1802-ben épült. A posta Felsőbalogon van, távírója és vasúti állomása pedig Rimaszombat."
A trianoni diktátumig Gömör-Kishont vármegye Feledi járásához tartozott, ezután a csehszlovák állam része lett. 1939 és 1945 között újra Magyarország része volt.
A háború után magyar lakosságának nagy részét kitelepítették, helyükre szlovákok költöztek.

## Népesség
| Év:            | 1994. | 2004.    | 2014.    | 2024.    |
| -------------- | ----- | -------- | -------- | -------- |
| Emberek száma: | 186   | 158      | 193      | 140      |
| Eltérés:       |       | -15,05 % | +22,15 % | -27,46 % |

| Év:            | 2023. | 2024.   |
| -------------- | ----- | ------- |
| Emberek száma: | 136   | 140     |
| Eltérés:       |       | +2,94 % |

1910-ben 537-en, túlnyomórészt magyarok lakták.
1921-ben 468 lakosából 464 magyar nemzetiségű; ugyanakkor 404 evangélikus, 40 pedig római katolikus vallású.
2001-ben 186 lakosából 97 magyar (52,1 %) és 87 szlovák (46,8 %) nemzetiségű.
2011-ben 185 lakosából 101 szlovák és 77 magyar.
Balogpádár a magyar-szlovák nyelvhatáron fekszik, északi szomszédai már szlovák falvak.

## Nevezetességei
- Evangélikus temploma 1803-ban épült klasszicista stílusban.

## Képtár

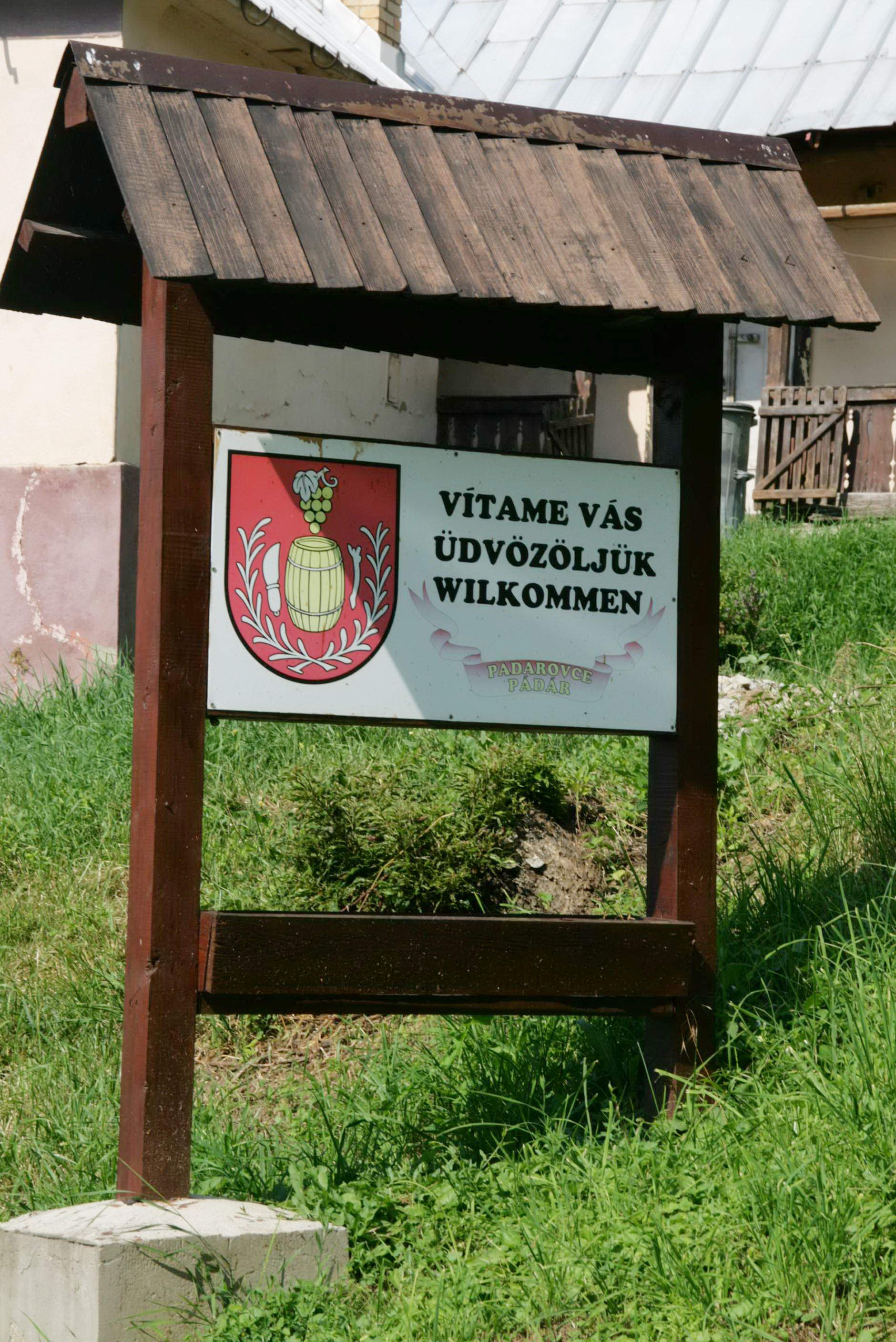
Üdvözlőtábla
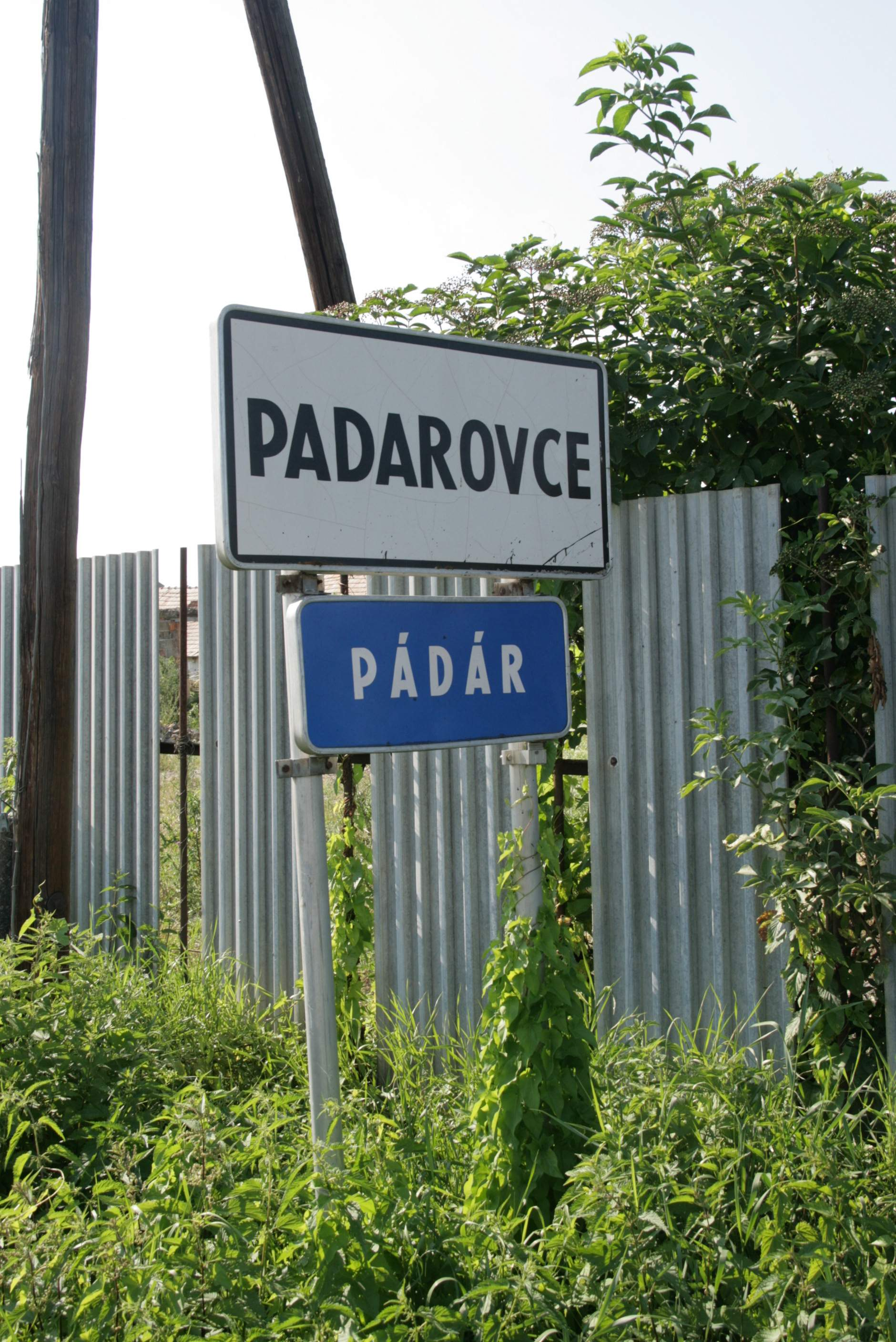
Kétnyelvű helységnévtábla
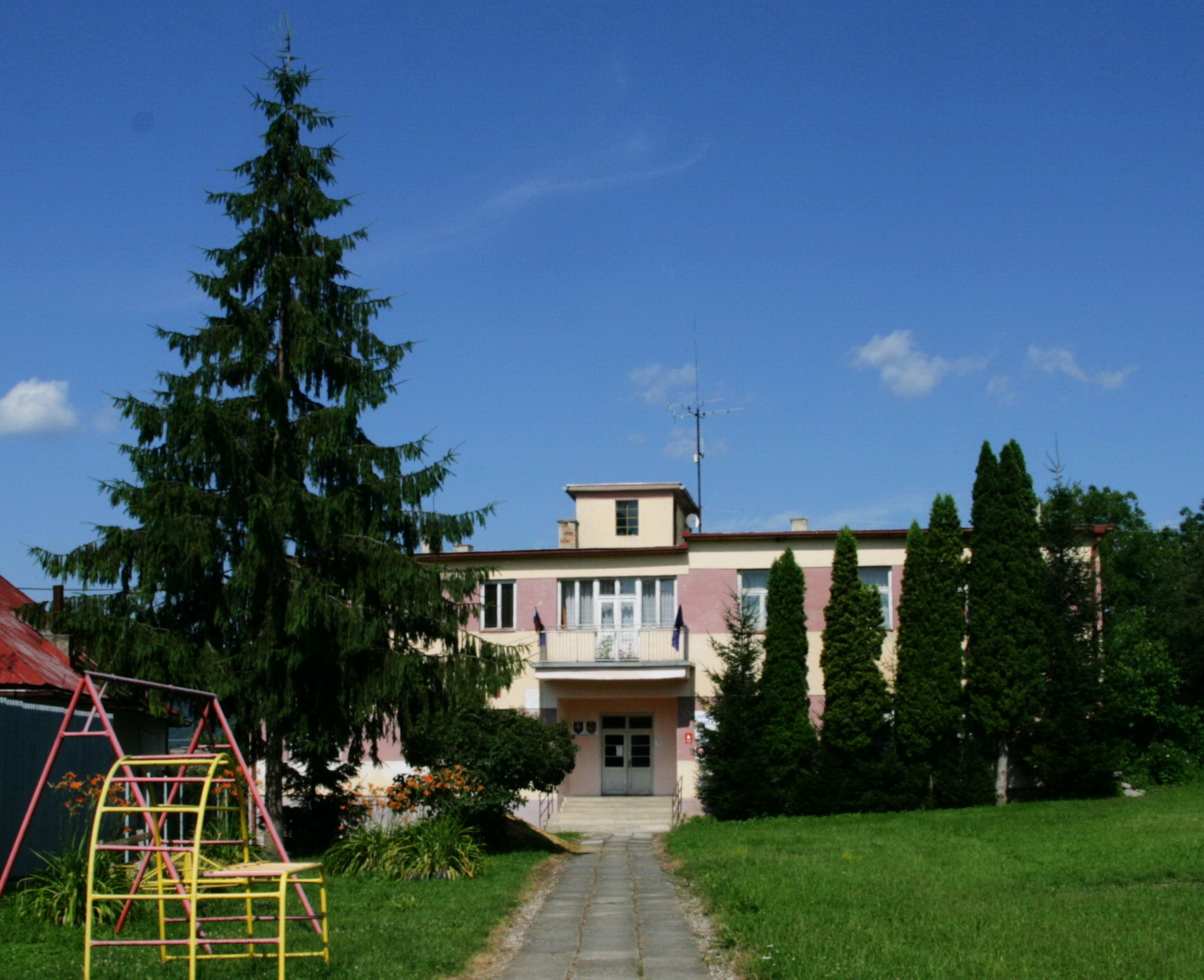
Községi hivatal és óvoda
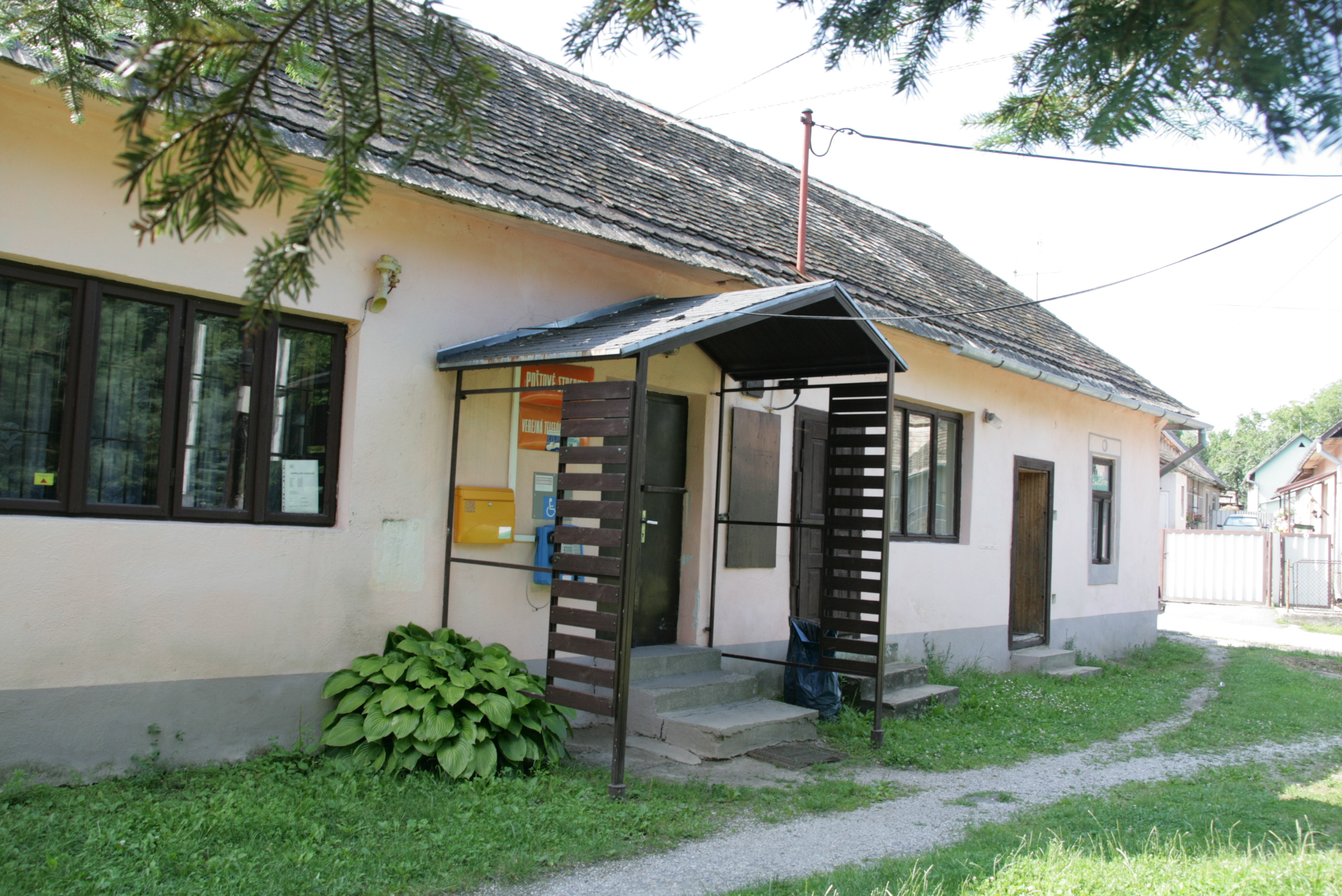
Posta
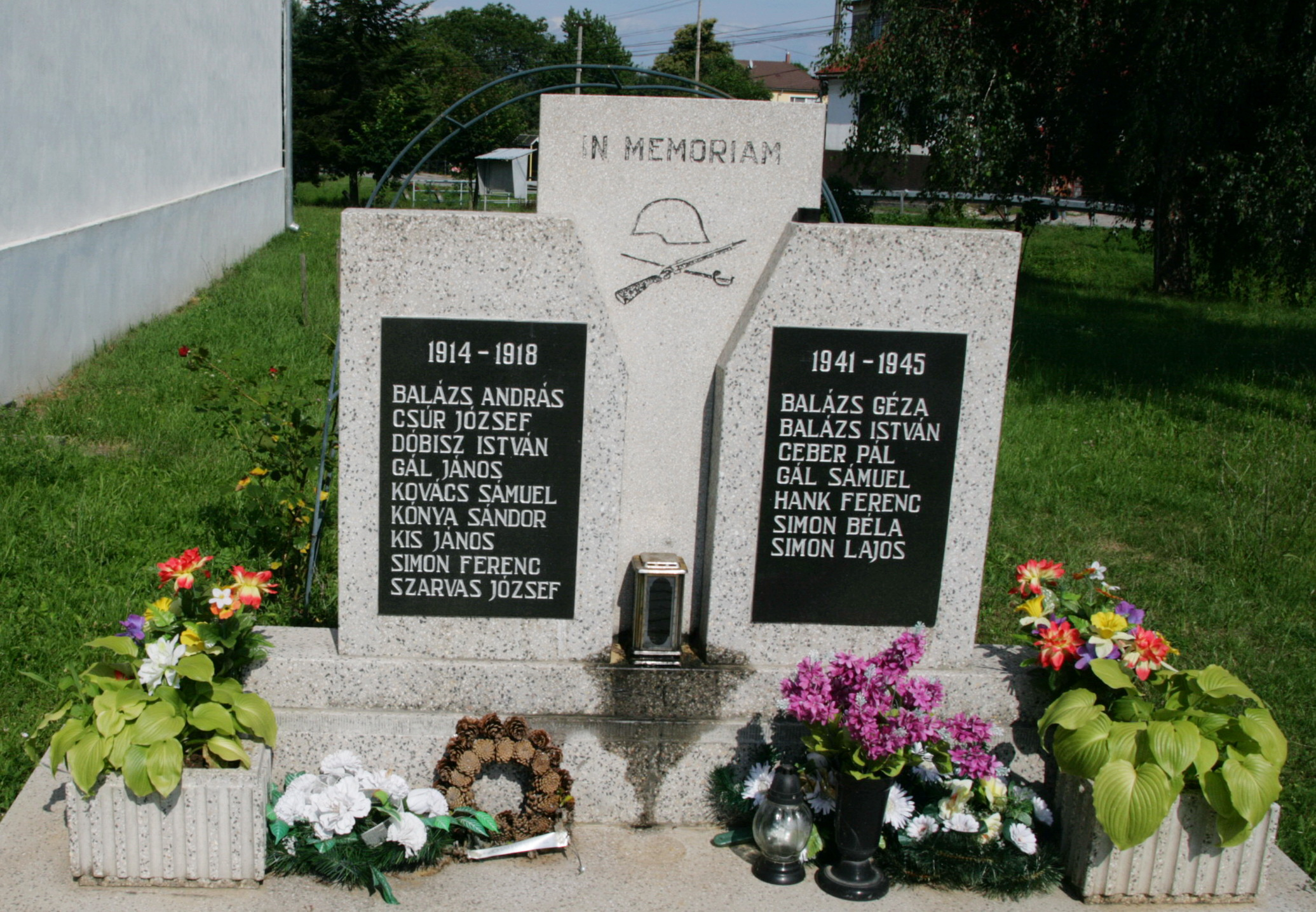
Világháborús emlékmű
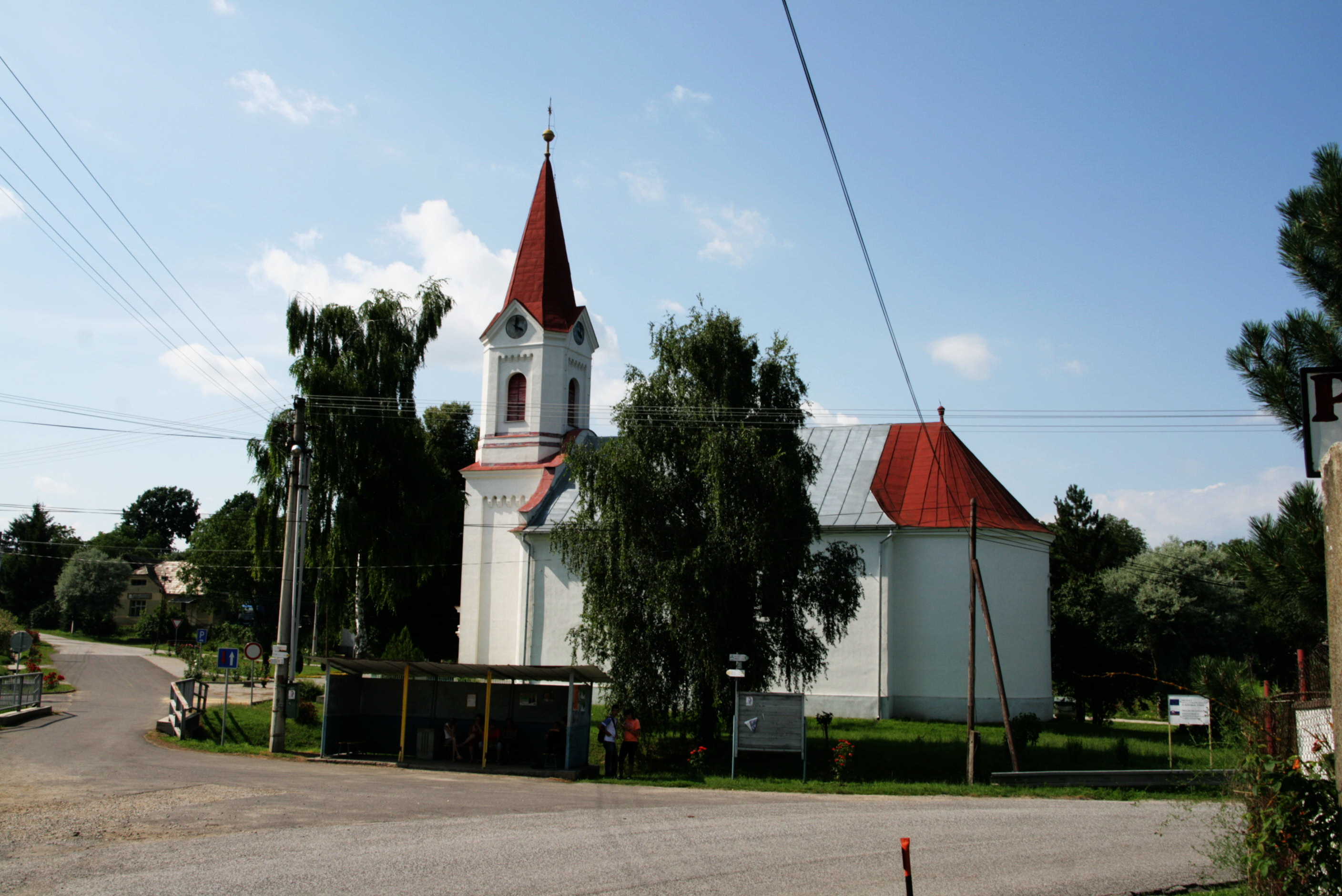
Evangélikus templom
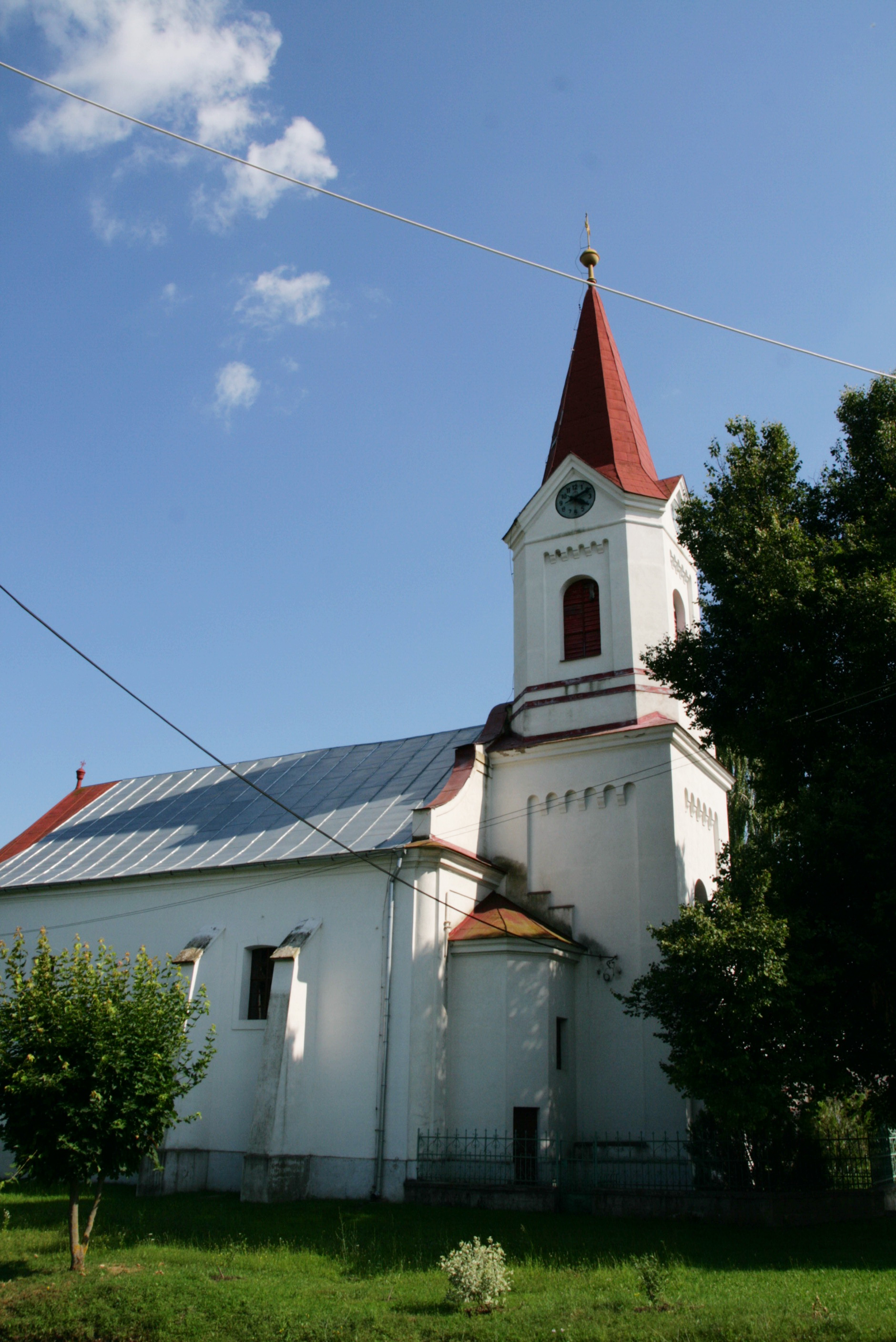
Evangélikus templom
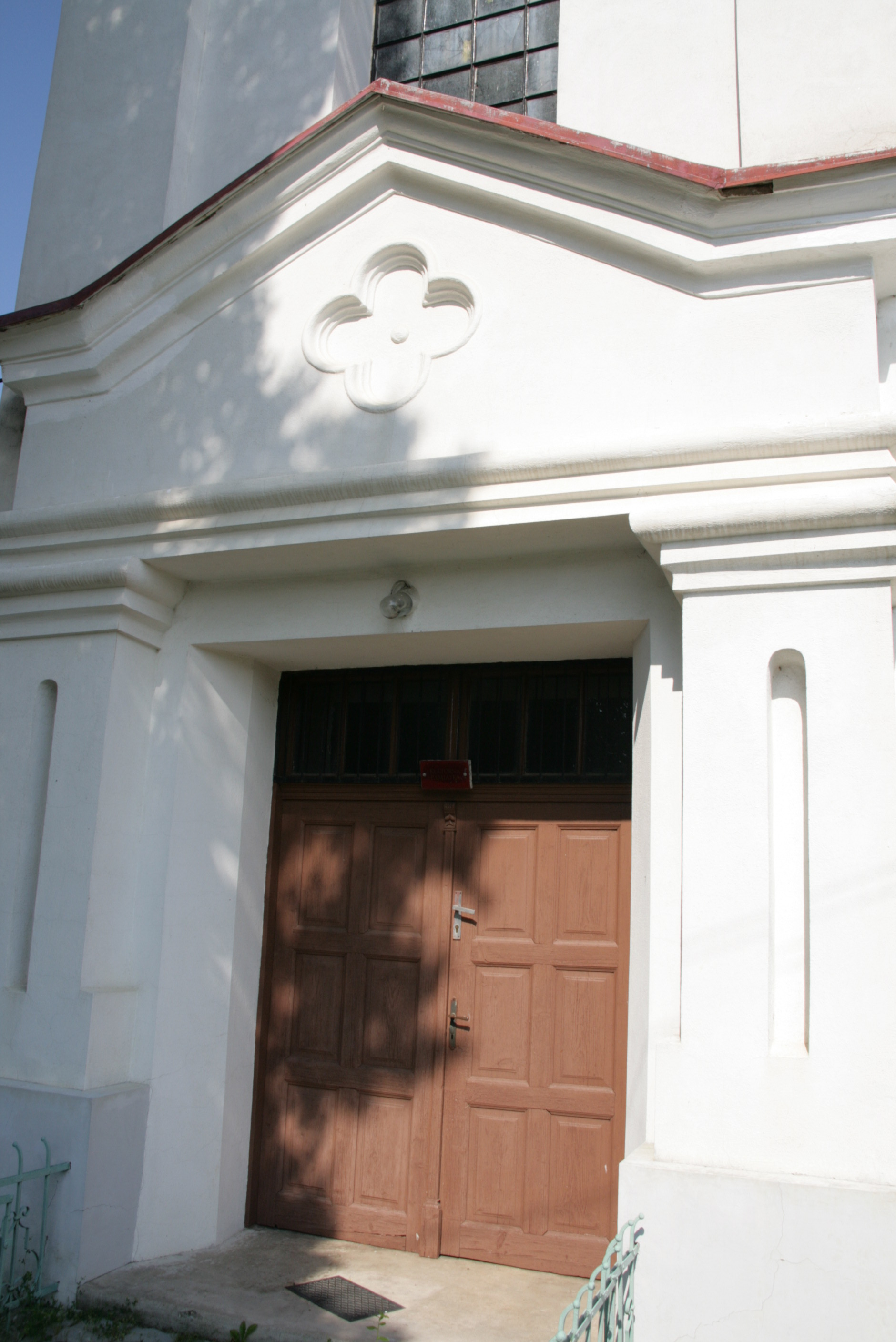
Evangélikus templom - részlet
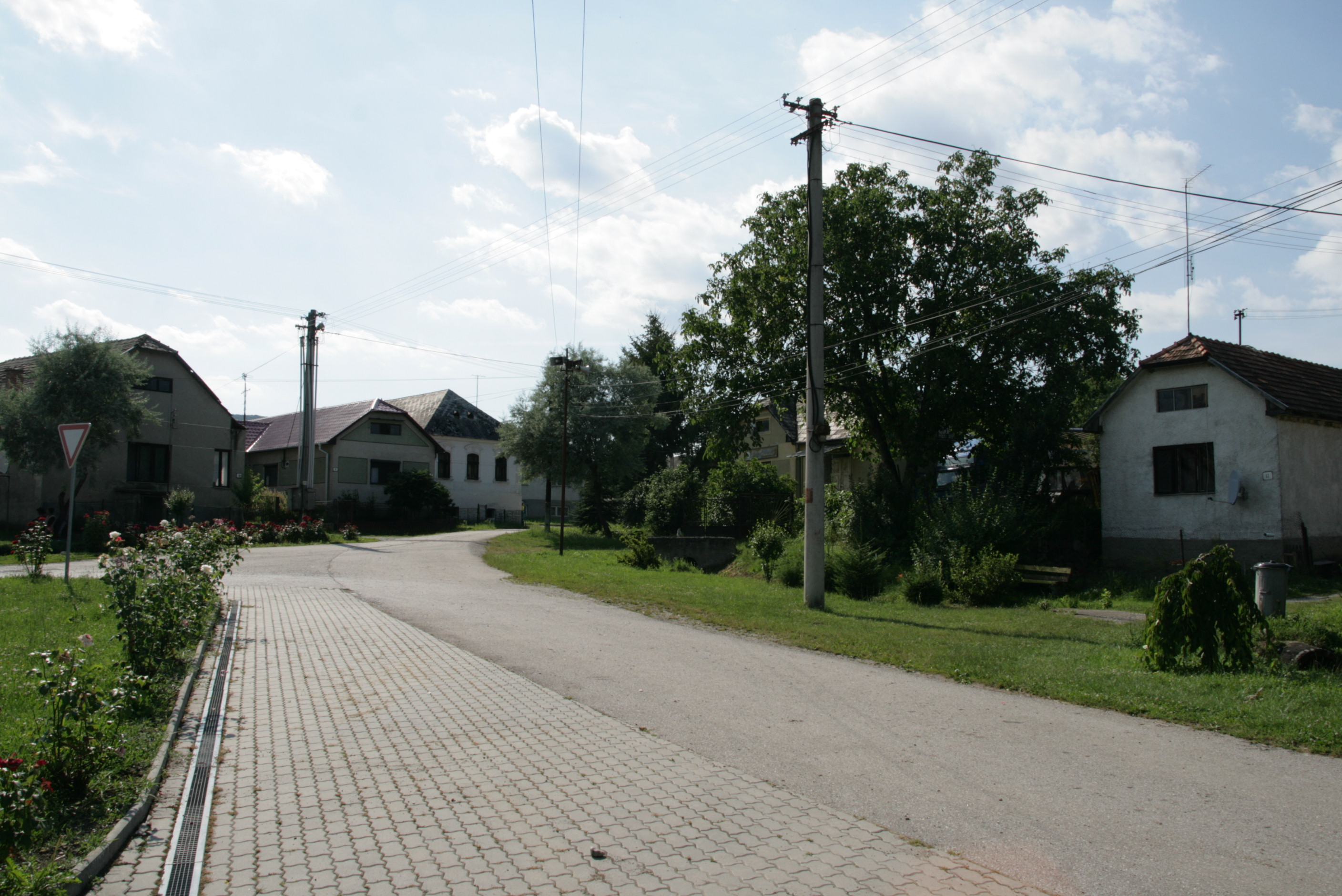
Utcakép